# Constans al II-lea Bărbosul
Konstantinos Pogonatos (n. 7 noiembrie 630 d.Hr., Constantinopol, Imperiul Roman de Răsărit – d. 15 septembrie 668 d.Hr., Siracusa, Imperiul Roman de Răsărit), cunoscut sub numele de Constans II (Constantin, poreclit Pogonatul sau Bărbosul), a fost împărat bizantin între 641 și 668. El era fiul lui Constantin III.
Constans a devenit împărat în urma unei revolte împotriva unchiului său, Heraklonas. În timpul lui, arabii fac multe jafuri în insulele din Marea Mediterană și Marea Egee. O flotă condusă de amiralul Manuel a reocupat Alexandria în 645, dar a fost abandonată în același an. Constans s-a confruntat și cu monofiziții, precum și cu revoltele exarhului Catarginei, Grigore (646-647) și a exarhului de Ravenna, Olimpius (649-652).
În acest timp, arabii au intrat în Armenia și Cappadocia. În 648 au pustiit Frigia, iar în 649 au făcut prima lor incursiune în Creta. La Phoinike (în Lycia, 655), 500 de nave bizantine au fost distruse în timpul bătăliei, iar împăratul a fost pe cale să moară. În 658 i-a înfrânt temporar pe slavi și bulgari în Balcani și în 659 a făcut pace cu Califatul Arab. După această pace, papa Martin I a condamnat monotelitismul. Împăratul i-a ordonat exarhului Ravennei să-l aresteze pe papă, dar acesta a refuzat, fiind înlocuit. Papa a fost exilat la Chersonesos, în Crimeea. Maxim Mărturisitorul, susținătorul papei Martin I, a fost exilat în Tracia. 
În 659 Constans i-a asociat la domnie pe fiii săi, Constantin, Heraclius și Tiberius, iar el s-a retras la Siracusa, Sicilia. În restul domniei, Constans s-a angajat în luptă cu statele longobarde din Italia. În 663 a vizitat pentru 12 zile Roma, lucru pe care nici un împărat nu îl mai făcuse de peste două secole.
În 668 a fost asasinat în baie de către slujitorii săi. Fiul său cel mare, Constantin, a devenit împărat.
Cu soția sa Fausta, Constans a avut trei copii:
- Constantin IV, împărat bizantin 668 - 685
- Heraclius, co-împărat 659 - 681
- Tiberius, co-împărat 659 - 681